# Karel I van Lalaing
Karel van Lalaing, baron en later 1e graaf van Lalaing, heer van Schorisse (1466 - Oudenaarde, 18 juli 1525).

## Leven

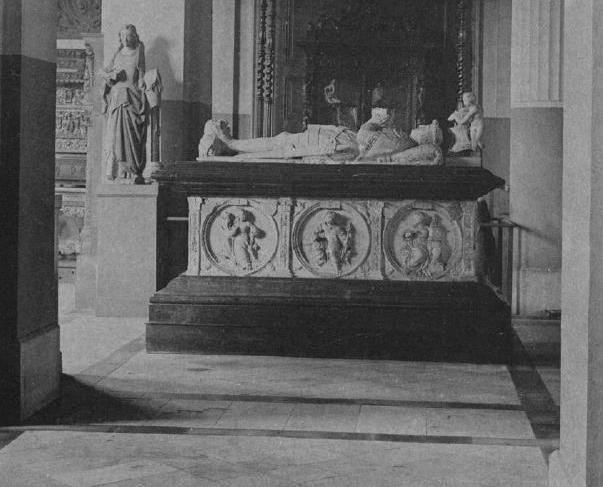
Tombe van Karel I van Lalaing, 1893 in een museum in Douai, Frankrijk.

Karel werd geboren als oudste zoon van Joost van Lalaing, uit een Henegouws geslacht van landsbestuurders. Hij was gehuwd met Jacoba van Luxemburg, dochter van Jacob I en Maria van Berlaymont. Hun kinderen waren:
- Jacob, gesneuveld tijdens het beleg van Maisières (29 oktober 1521);
- Karel, 2de graaf van Lalaing;
- Filips, 2de graaf van Hoogstraten;
- Margaretha (8 september 1508 - 31 maart 1592), gehuwd met Erhard van Pallandt (ca. 1510-1540);
- Anna (+1602), gehuwd met Joost van Montfort.

Hij was de oudere broer van Antoon I van Lalaing.

## Politieke carrière
Karel was achtereenvolgens kamerheer van Maximiliaan van Oostenrijk, Filips de Schone en Karel V.
Op 17 november 1505 werd hij verkozen tot Vliesridder (17e kapittel, Middelburg).
Vanaf 1504 was hij gouverneur van Oudenaarde. Toen Karel V daar tijdens het beleg van Doornik in 1521 zes weken bij Karel van Lalaing verbleef, leerde de keizer de dienstmeid Johanna van der Gheynst kennen. Uit deze kortstondige relatie werd de latere landvoogdes Margaretha van Parma geboren.

## Voorouders
| Voorouders van Karel I van Lalaing | Voorouders van Karel I van Lalaing                                  | Voorouders van Karel I van Lalaing                                  | Voorouders van Karel I van Lalaing                             | Voorouders van Karel I van Lalaing                             | Voorouders van Karel I van Lalaing                                      | Voorouders van Karel I van Lalaing                                      | Voorouders van Karel I van Lalaing                                       | Voorouders van Karel I van Lalaing                                       |
| ---------------------------------- | ------------------------------------------------------------------- | ------------------------------------------------------------------- | -------------------------------------------------------------- | -------------------------------------------------------------- | ----------------------------------------------------------------------- | ----------------------------------------------------------------------- | ------------------------------------------------------------------------ | ------------------------------------------------------------------------ |
| Overgrootouders                    | Otto II van Lalaing (1365-1441) ∞ Jollanda van Barbaçon (1370-1434) | Otto II van Lalaing (1365-1441) ∞ Jollanda van Barbaçon (1370-1434) | Arnold VIII van Gavere (1400-) ∞ ? (-)                         | Arnold VIII van Gavere (1400-) ∞ ? (-)                         | Mallet van la Viefville (1390-1425) ∞ Johanna de Beaufort (1395-)       | Mallet van la Viefville (1390-1425) ∞ Johanna de Beaufort (1395-)       | Peter van Bois de Fiennes (1410-1473) ∞ Maria van la Hamaide (1420–1463) | Peter van Bois de Fiennes (1410-1473) ∞ Maria van la Hamaide (1420–1463) |
| Grootouders                        | Simon van Lalaing (1400-1476) ∞ Johanna van Gavere (1420-1505)      | Simon van Lalaing (1400-1476) ∞ Johanna van Gavere (1420-1505)      | Simon van Lalaing (1400-1476) ∞ Johanna van Gavere (1420-1505) | Simon van Lalaing (1400-1476) ∞ Johanna van Gavere (1420-1505) | Lodewijk van la Viefville (1395-) ∞ Isabeau van Chateau-Villain (1405-) | Lodewijk van la Viefville (1395-) ∞ Isabeau van Chateau-Villain (1405-) | Lodewijk van la Viefville (1395-) ∞ Isabeau van Chateau-Villain (1405-)  | Lodewijk van la Viefville (1395-) ∞ Isabeau van Chateau-Villain (1405-)  |
| Ouders                             | Joost van Lalaing (1437-1483) ∞ 1462 Bonne van Viefville (-)        | Joost van Lalaing (1437-1483) ∞ 1462 Bonne van Viefville (-)        | Joost van Lalaing (1437-1483) ∞ 1462 Bonne van Viefville (-)   | Joost van Lalaing (1437-1483) ∞ 1462 Bonne van Viefville (-)   | Joost van Lalaing (1437-1483) ∞ 1462 Bonne van Viefville (-)            | Joost van Lalaing (1437-1483) ∞ 1462 Bonne van Viefville (-)            | Joost van Lalaing (1437-1483) ∞ 1462 Bonne van Viefville (-)             | Joost van Lalaing (1437-1483) ∞ 1462 Bonne van Viefville (-)             |
| Karel I van Lalaing (1466-1525)    |                                                                     |                                                                     |                                                                |                                                                |                                                                         |                                                                         |                                                                          |                                                                          |

- Bibliothèque nationale de France: cb14584957n (data)
- Gemeinsame Normdatei: 132274086
- International Standard Name Identifier: 0000 0000 1798 2582
- Nederlandse Thesaurus van Auteursnamen: 070104492
- Système universitaire de documentation: 169903141
- Virtual International Authority File: 11002552
- WorldCat: E39PBJtmqtbwyMHwgtJ8J9Btrq